# Oostertoegang
Oostertoegang is een kort kanaal (gracht) in Amsterdam-Centrum, tussen het IJ en de Geldersekade.
De Oostertoegang verbindt, sinds de aanleg van het Stationseiland tussen 1870 en 1880, het IJ met de Geldersekade en met het Open Havenfront, het (van het IJ overgebleven) water tussen het Stationsplein en de Prins Hendrikkade. Evenzo is er aan de andere kant van het Stationseiland de Westertoegang.
Tussen de Westertoegang, het IJ, de Oostertoegang en het Open Havenfront ligt het Stationseiland met het Amsterdamse Centraal Station.
De oostelijke kade langs de Oostertoegang vormt de verbinding tussen de De Ruijterkade en Oosterdokskade en indirect via de Odebrug met de Prins Hendrikkade. De westelijke kade is bedoeld voor openbaar vervoer.
Van 7 mei 1904 tot 4 augustus 1921 reed (onder andere) tramlijn 4 via de Westertoegang. Vanaf die datum tot 9 oktober 1944 reed tramlijn 22 als Kringlijn het rondje om het Centraal Station via de De Ruijterkade. De rails zijn nog decennialang blijven liggen. Sinds mei 2005 rijdt tramlijn 26 (de IJtram) door de Oostertoegang en verder over het Oostelijke gedeelte van de De Ruijterkade.
De Oostertoegang heeft geen postcode omdat er niemand kan wonen/woont. In het verleden (jaren 70 en 80 van de 20e eeuw) maakte met name de westelijke kade onderdeel uit van het prostitutiegebied rondom het Centraal Station.
Over de Oostertoegang ligt een complex aan bruggen, van noord naar zuid:
- Brug 2274, een gecombineerde voetgangers/fietsersbrug
- Brug 486, de brede verkeersbrug, die in de plaats kwam van de brug 276, een historische hefbrug, die het verkeer niet meer aan kon
- trambrug voor lijn 26; in eerste instantie een aparte brug, maar in de 21e eeuw geïntegreerd in brug 486
- een complex spoorbruggen
- brug 228 tussen de Oosterdokskade en het Stationseiland.

## Afbeeldingen

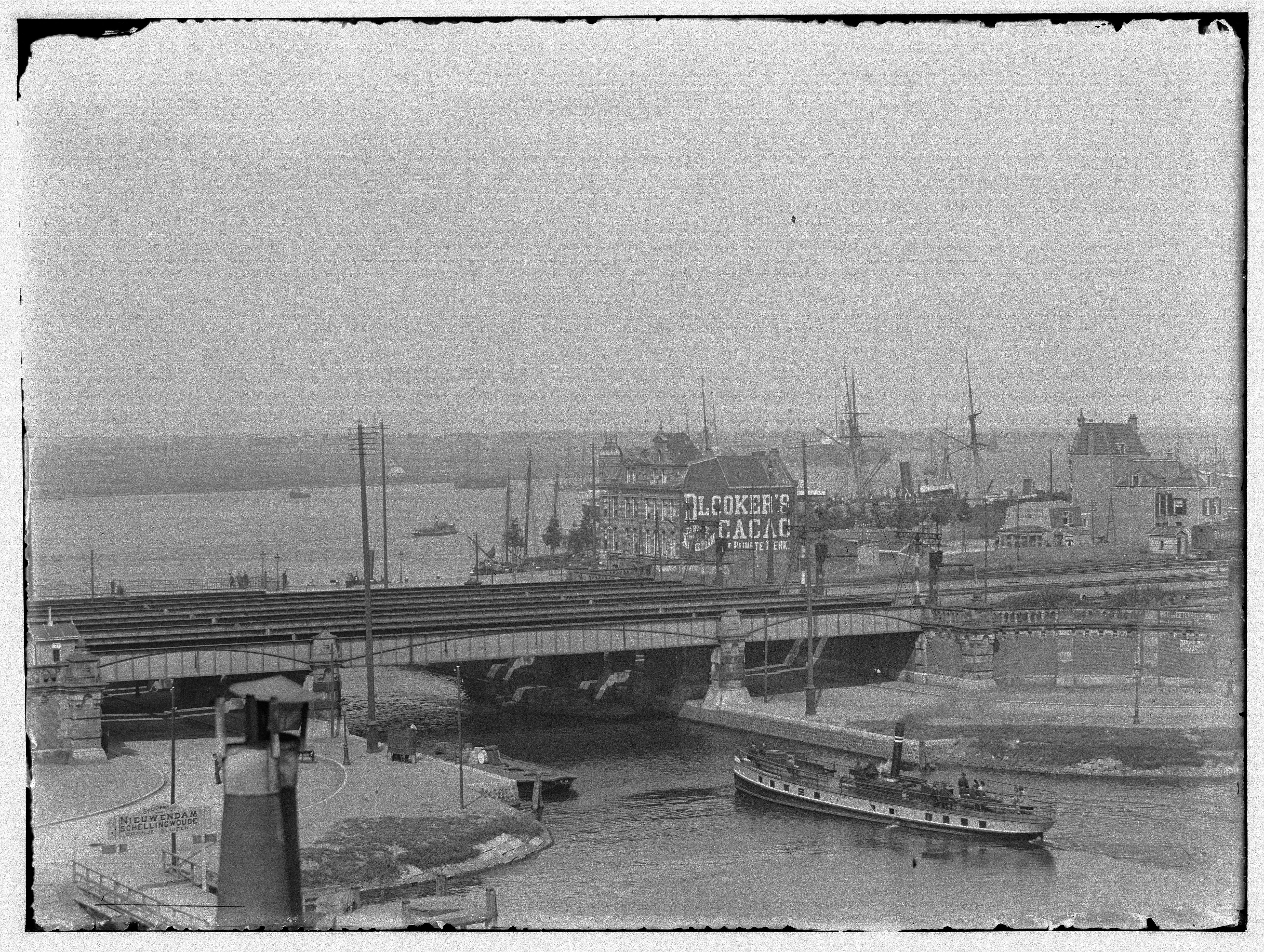
Noordelijke ingang Oostertoegang (1897) door Jacob Olie
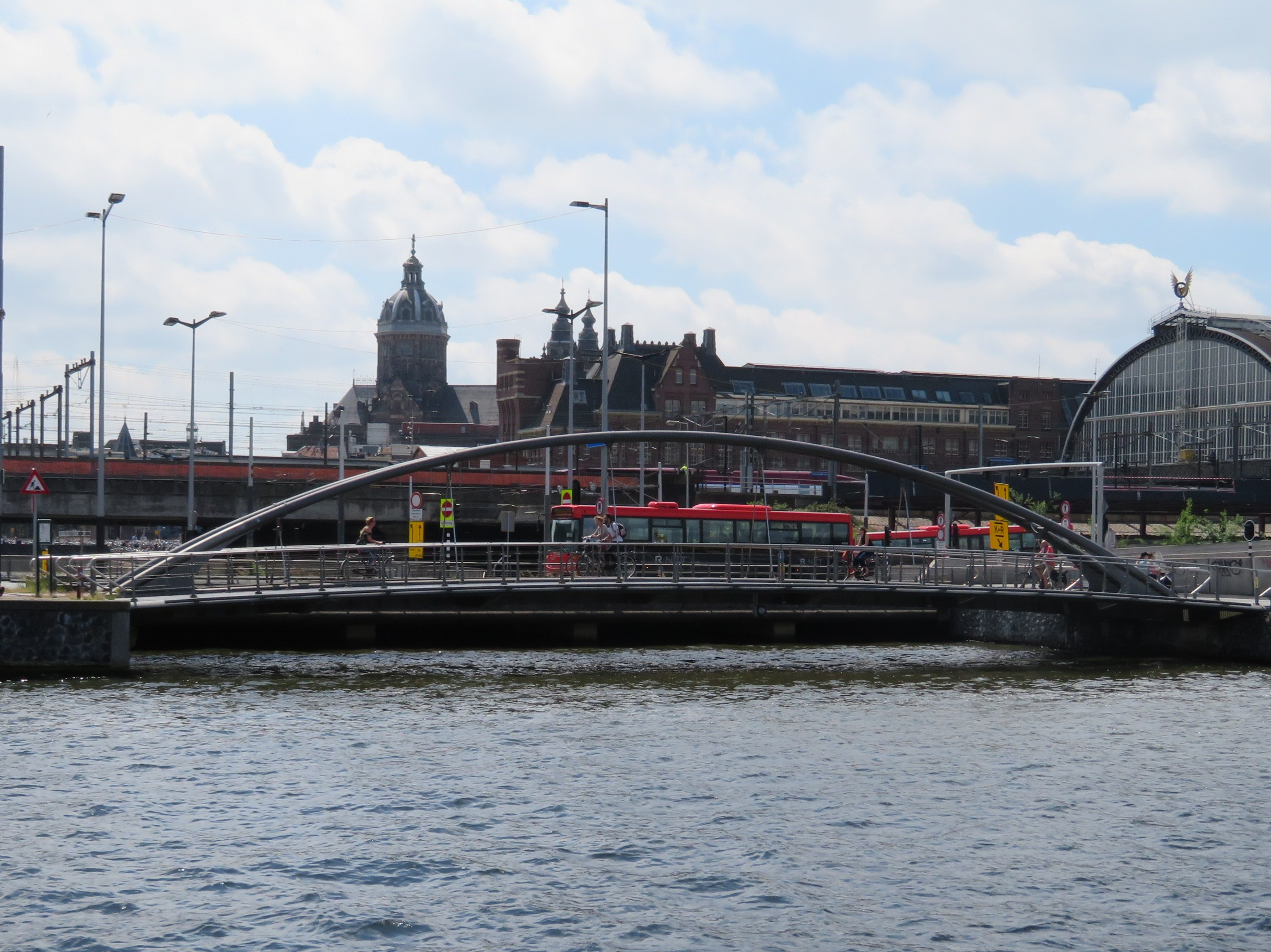
Noordelijke ingang Oostertoegang, gezien vanaf het IJ (foto, 2017)
Mensen lopen onder de brede treinbrug over de Oostertoegang - vanuit de IJ-kant gezien (foto, april 2023)
Voetbrug aan het IJ, over de Oostertoegang  (foto, april 2023)